# سیمون برانکا
سیمون برانکا (انگلیسی: Simone Branca؛ زادهٔ ۲۵ مارس ۱۹۹۲) بازیکن فوتبال اهل ایتالیا است.
از باشگاه‌هایی که در آن بازی کرده‌است می‌توان به باشگاه فوتبال نووارا و باشگاه فوتبال آلساندریا اشاره کرد.